# Makivora
Makivora là một chi bướm đêm thuộc phân họ Tortricinae của họ Tortricidae.

## Các loài
- Makivora hagiyai Oku, 1979